# 御薗宇バイパス
御薗宇バイパス（みそのうバイパス）は、東広島市街地（西条町内）の慢性的な交通混雑の解消及び、交通安全の確保を目的として計画された、広島県東広島市西条町御薗宇から同市同町吉行に至る国道375号バイパスである。2014年現在、御薗宇～終点の約4.4kmが4車線、残り区間約2.2km（起点～御薗宇）が暫定2車線で供用されている。円城寺入口 - 終点は国道486号との重複区間（但し国道486号を示す標識はない）。

## 概要
- 起点：東広島市西条町御薗宇（国道375号と接続）
- 終点：東広島市西条町吉行（国道375号と接続）
- 延長：6.5km
- 規格：
- 設計速度：60km/h（現道拡幅区間：60km/h）
- 車線数：4車線（4.4㎞区間供用中で残りは暫定2車線）
- 最高速度：50km/h

## 当該道路の位置関係
- （呉方面） - 御薗宇バイパス - （三次方面）

## 交差する道路
路線名の特記がないものは市道。
| 交差する道路                                     | 交差する場所                 |
| ------------------------------------------------ | ---------------------------- |
| 国道375号 呉方面                                 |                              |
| 土与丸御薗宇線（旧国道375号）                    | 広島中央サイエンスパーク入口 |
| 国道2号（西条バイパス）                          | 御薗宇                       |
| 国道486号（旧国道2号）                           | 円城寺入口                   |
| 土与丸御薗宇線 土与丸桧山線（ともに旧国道375号） | 藤田沖                       |
| 県道59号東広島本郷忠海線 E2 山陽自動車道 西条IC  | 西条インター入口             |
| 土与丸桧山線（旧国道375号）                      | （西条町吉行地内）           |
| 国道375号 三次方面                               |                              |

## 沿革
- 1980年代 藤田沖 - 終点開通
- 1990年代 上戸 - 藤田沖開通
- 2000年（平成12年） 御薗宇 - 上戸開通
- 2005年（平成17年） 広島中央サイエンスパーク入口（起点） - 御薗宇開通
- 2014年3月末　 藤田沖（南）-中川（750m）間の4車線拡張供用開始。
- 2014年11月　御薗宇～円城寺入口（1.25㎞）間の4車線拡張供用開始。
- 2014年12月25日　円城寺入口～藤田沖(南)（1.8㎞）間の4車線拡張供用開始（これにより御薗宇交差点～終点(西条インター入り口交差点北側)まで4車線化完了）。

## 今後の予定
- 未定　東子～御薗宇(2.2km)の4車線拡張

## 交通量
2005年度（平成17年度道路交通センサスより）
平日24時間交通量（台）
- 東広島市西条町土与丸：19,288

## 備考
- 開通当初は市街地と比べ閑散としていたバイパス沿線だが、2000年に西条バイパスと交差している御薗宇交差点に出来た『フジグラン東広島』開業を皮切りに、回転寿司屋やレストランなどの飲食施設が出来たり、市街地にあったエディオン東広島本店（旧:デオデオ東広島本店）やベスト電器などがフジグラン付近に移転するなど、ロードサイド型の商業施設が次々に立ち並び始めている。のちにベスト電器の建物にヤマダ電機が開業した。特に御薗宇交差点 - 円城寺入口交差点の発展が著しい。2008年にはホームセンターユーホー（東広島初店舗）も開業し、2010年11月にはニトリがオープンした。そして市街地にある東広島市消防局がバイパス沿線に移転し2011年12月末より稼働している。
- 前述通り、御薗宇交差点 - 円城寺入口交差点付近は、全区間の中でも商業施設が著しく増加していることから休日やラッシュ時は渋滞が起きることがある。さらに、お盆・クリスマス、年末年始などは全線にわたり渋滞する場合もある（並行旧道も同様）。
- 全線4車線化の時期は未定であるが交差する西条バイパス同様、早期4車線化が求められる道路である。計画では東子 - 広島中央サイエンスパーク入口（現道拡幅）と御薗宇バイパスが4車線（片側2車線）となる。。2014年12月の段階で前述の通り、西条IC北側 - 御薗宇交差点が拡張供用された。一般国道３７５号御薗宇バイパスの４車線化が完成しました　広島県　2015年3月10日起点～御薗宇間の拡張計画は今のところない。

- 藤田沖 - 終点 の開通後、旧道は市道に移行した（詳細日時不詳）。全線開通後、旧道（市街地ルート）は2008年後半頃（詳細日時不詳）市道に移行した。